# Malcolmia lacera
Malcolmia lacera  es una especie  de planta  perteneciente a la familia de las brasicáceas. 

## Descripción
Es una planta anual o perenne, a veces algo leñosa en la base; de color verde ceniciento, con tomento formado por pelos estrellados de 5-6 radios. Tallos de 8-40 cm de altura, erectos, ramificados desde la base. Hojas basales oblongo-espatuladas, más o menos pecioladas,prontamente caducas; las caulinares, 10-20 por 1-7 mm, linear-espatuladas, atenuadas en un pecíolo corto, de enteras a sinuado-dentadas, más raramente pinnati-partidas, con los lóbulos obtusos. Las inflorescencias en racimos de 10-20 flores. Pedicelos 2-5 por 0,5 mm en la antesis, de hasta 12 mm en la fructificación, más estrechos que los frutos. Sépalos 7-10 mm, los laterales gibosos en la base. Pétalos (8)10-17mm, purpúreos, raramente blancos o con nervadura amarillenta. Nectarios mameliformes. Estigma de 2-6 mm en la fructificación, subulado. Frutos 18-40(50) por 0,7-1 mm, erecto-patentes, de sección circular, rectos o flexuosos, más o menos torulosos. Semillas 0,7-1 por 0,4-0,5 mm, oblongas, lisas, de un castaño rojizo.

## Distribución y hábitat
Se encuentra en lugares áridos y arenosos, preferentemente sobre suelos bien drenados tanto sobre sustratos silíceos como calizos. Taludes, cunetas, arenas litorales o interiores, pastos secos, zonas pedregosas, a veces incluso en cultivos de secano, en la península ibérica, naturalizada en Marruecos.

## Taxonomía
Malcolmia lacera fue descrita por (L.) DC. y publicado en Regni Vegetabilis Systema Naturale 2: 445. 1821.
Etimología
Ver: Malcolmia
lacera: epíteto
Sinonimia
- Cheiranthus erucifolius Pourr. ex Willk. & Lange
- Cheiranthus lacerus L.
- Hesperis patula Lag. ex DC.
- Malcolmia patula DC.
- Malcolmia triloba (L.) Spreng.
- Matthiola lacera Spreng.
- Wilckia patula (DC.) Samp.[3]